# Aneho
Aného (dawniej Anécho, Petit Popo) – miasto w południowym Togo, w regionie Maritime, w prefekturze Lacs. Położone jest nad Zatoką Gwinejską, około 40 km na wschód od stolicy kraju, Lomé. W spisie ludności z 6 listopada 2010 roku liczyło 24 891 mieszkańców. 
Aného jest ośrodkiem handlowym regionu uprawy między innymi palmy olejowej i kokosowej. Działają tu olejarnie oraz niewielki port morski. W pobliżu miasta znajdują się złoża fosforytów.